# Ясен Екимов
Ясен Екимов е кондиционен треньор на ПФК Левски (София).
Роден на 7 август 1962 г., в гр. София.

Завършил НСА, специалност „Атлетика“.

Дългогодишен национален състезател по лека атлетика.

Майстор на спорта на Реп. България.
От 2001 г. работи в ПФК Левски.
Спортни постижения като треньор в ПФК Левски:
| Сезон       | Постижения с отбора |
| ----------- | --- |
| 2009 – 2010 | - Шампион на България - Супер Купа България - УЕФА Лига Европа – групова фаза                                                                                       |
| 2007 – 2008 | - Шампион на България - Супер Купа България |
| 2006 – 2007 | - Вицешампион на България |
| 2005 – 2006 | - Шампион на България - Супер Купа България - УЕФА Шампионска лига -участие                                                                                         |
| 2004 – 2005 | - Шампион на България - Купа България - 1/4 финал УЕФА Шампионска лига                                                                                              |
| 2003 – 2004 | - Купа България - Супер Купа на България - Личен треньор на 5 играча от мъжкия национален отбор и на 6 от юношеския национален отбор                                |
| 2002 – 2003 | - Подготовка на 4 играча за първия отбор - Шампион на България с 3 детско-юношески отбора. - Купа България - Полуфинал на международен турнир "Turnier Coverciano". |